# Garage Club
 (avril 2016).
Si vous disposez d'ouvrages ou d'articles de référence ou si vous connaissez des sites web de qualité traitant du thème abordé ici, merci de compléter l'article en donnant les références utiles à sa vérifiabilité et en les liant à la section « Notes et références ».
Garage Club est une série télévisée d'animation française en 3D (rendu 2D) en 26 épisodes de 7 minutes créée par Pascal Stervinou et Éric Parizeau, réalisée par Eric Cazes et Romain Villemaine, et diffusée depuis le 14 novembre 2009 sur la chaîne Nickelodeon puis rediffusée à partir du 3 septembre 2011 sur France 4.

## Synopsis
La série raconte les chroniques d'un groupe de rock qui s'installe dans un local désaffecté. Les voisins, excédés par leur musique, échafaudent les plans les plus improbables pour empêcher de nouvelles répétitions.
La série développe simultanément deux intrigues :
- Une intrigue « sitcom », caractérisée par les problèmes d’adolescents de chacun des membres du groupe ainsi que par leurs discussions autour de la musique en général et de leurs répétitions en particulier.
- Une intrigue « cartoon », caractérisée par les plans qu’échafaudent les voisins pour empêcher le groupe de jouer.

Chaque fin d'épisode voit systématiquement l'échec du plan des voisins et le début d’une nouvelle répétition sans qu’à aucun moment les membres du groupe ne réalisent ce à quoi ils ont échappé.
Chaque épisode donne lieu également à la création d'un nouveau morceau de musique à la fin de chaque épisode pendant l'échec du plan des voisins et le générique final.

## Épisodes
1. Love story
2. Jamais Spike sans Nick
3. On splitte !
4. Onde de choc
5. Big in Japan
6. Un concert très branché
7. Fureur against the fourrure
8. La musique dans l'appeau
9. Fatal Faciès
10. Embrouille à la Saint-Valentin
11. No logo
12. Edouard à la voix d'argent
13. Champignons anatomiques
14. Zombie rock
15. Edouard tout puissant !
16. Dumb and drummer
17. Mégalo rock
18. Bioband
19. Coup de foudre
20. Game over
21. MDR (Morts de rire)
22. Full metal baguette
23. Le tam-tam de Momo
24. Fan fun fou
25. Apocalypsono
26. Punk food

## Voix
- Dorothée Pousséo : Bianca
- Alexis Tomassian : Spike
- Jérémy Prévost : Igor & Edouard
- Fabien Gravillon : Momo
- Philippe Ariotti : Le Pizzaïolo
- Kris Bénard : La Mémé

## Fiche technique
- Musique originale : Franck Roussel
- Casting et direction voix : Kris Bénard